# Sergenterie de Maufras
Pour les articles homonymes, voir Maufras.
La sergenterie Maufras est une ancienne circonscription administrative de la Manche. Elle ressortissait à l'élection de Coutances, qui faisait elle-même partie de la généralité de Caen. 
Elle comprenait 13 paroisses :
1. Cametours.
2. Carantilly.
3. Cenilly.
4. Cerisy.
5. Contrières.
6. Gouville.
7. Montpinchon.
8. Notre-Dame-de-Cenilly.
9. Quesney, ancienne paroisse puis commune, aujourd'hui rattachée à Contrières.
10. Quettreville.
11. Saint-Malo.
12. Saussey.
13. Savigny.